# Hôtel de ville d'Aubervilliers
« Mairie d'Aubervilliers » redirige ici. Pour la station de métro, voir Mairie d'Aubervilliers (métro de Paris).
L’hôtel de ville d'Aubervilliers est le principal bâtiment administratif de la commune d'Aubervilliers dans le département de la Seine-Saint-Denis en région Île-de-France. Il a été construit au XIXe siècle et agrandi en 1926. L'ancienne mairie a également longtemps servi de bâtiment scolaire.

## Situation
L'hôtel de ville occupe le triangle formé par la place de la Mairie, l'avenue de la République et la rue du Moutier.

## Historique
La partie la plus ancienne est construite en 1844 par Jacques Paul Lequeux sur la place de la Mairie, à l'emplacement de l'ancien cimetière déplacé en 1824. L'édifice est inauguré en 1849. Elle servit aussi d'école jusqu'en 1878.
Comme la ville voyait sa population constamment croître, un nouveau bâtiment, plus étendu, devint nécessaire. Le concours organisé pour construire cette extension est remporté en 1914 par les architectes Malgras, Delmas et Guindez. Des modifications sont apportées par l’architecte communal Prevost et il faut attendre les années 20 pour que les travaux soient exécutés. Ils se terminent en 1925-1926.
Un nouveau centre administratif est inauguré en 1988, rue de la Commune de Paris, et les bâtiments de la vieille mairie font l'objet d'une réhabilitation.

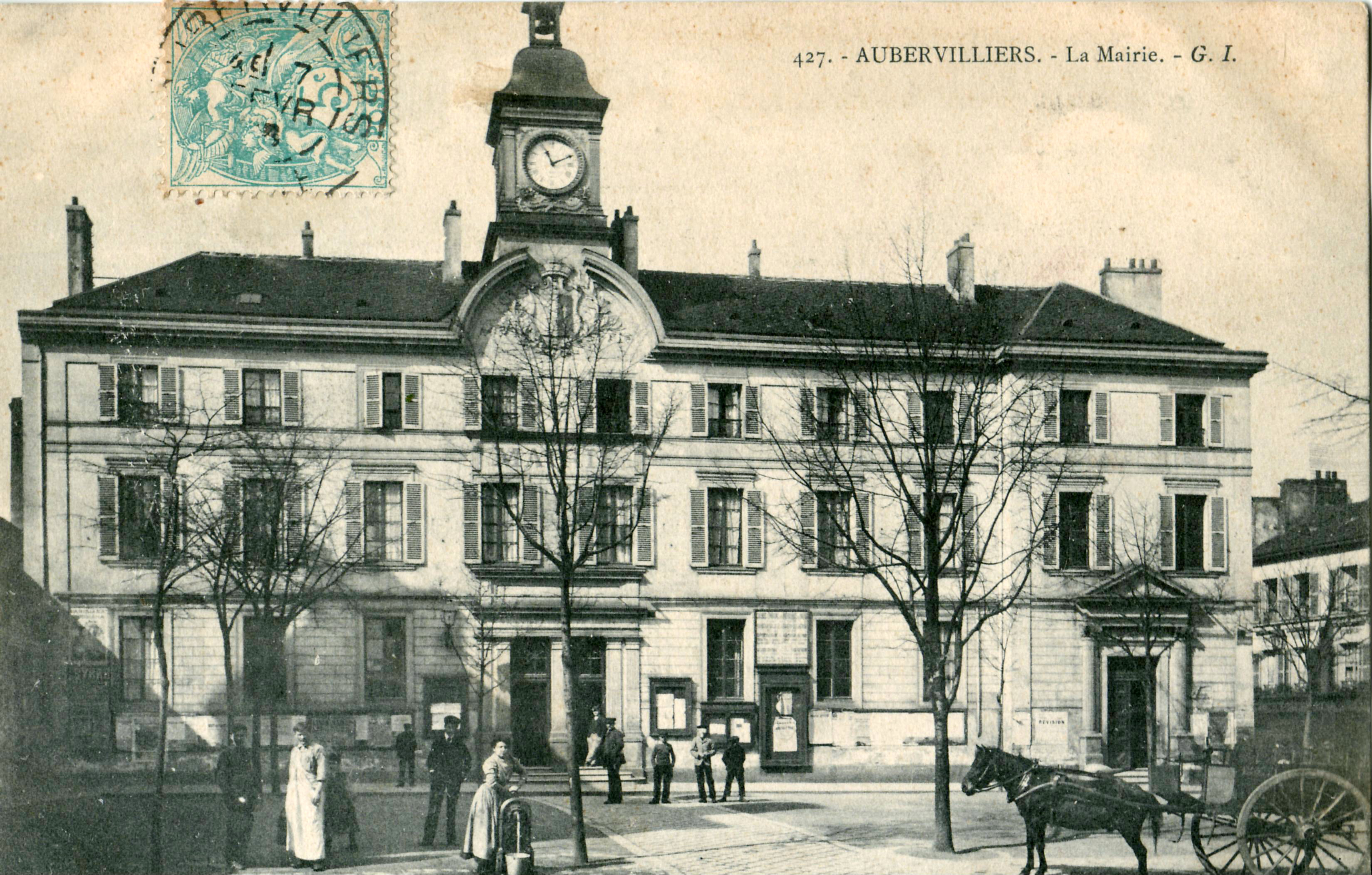
La mairie avant 1908.
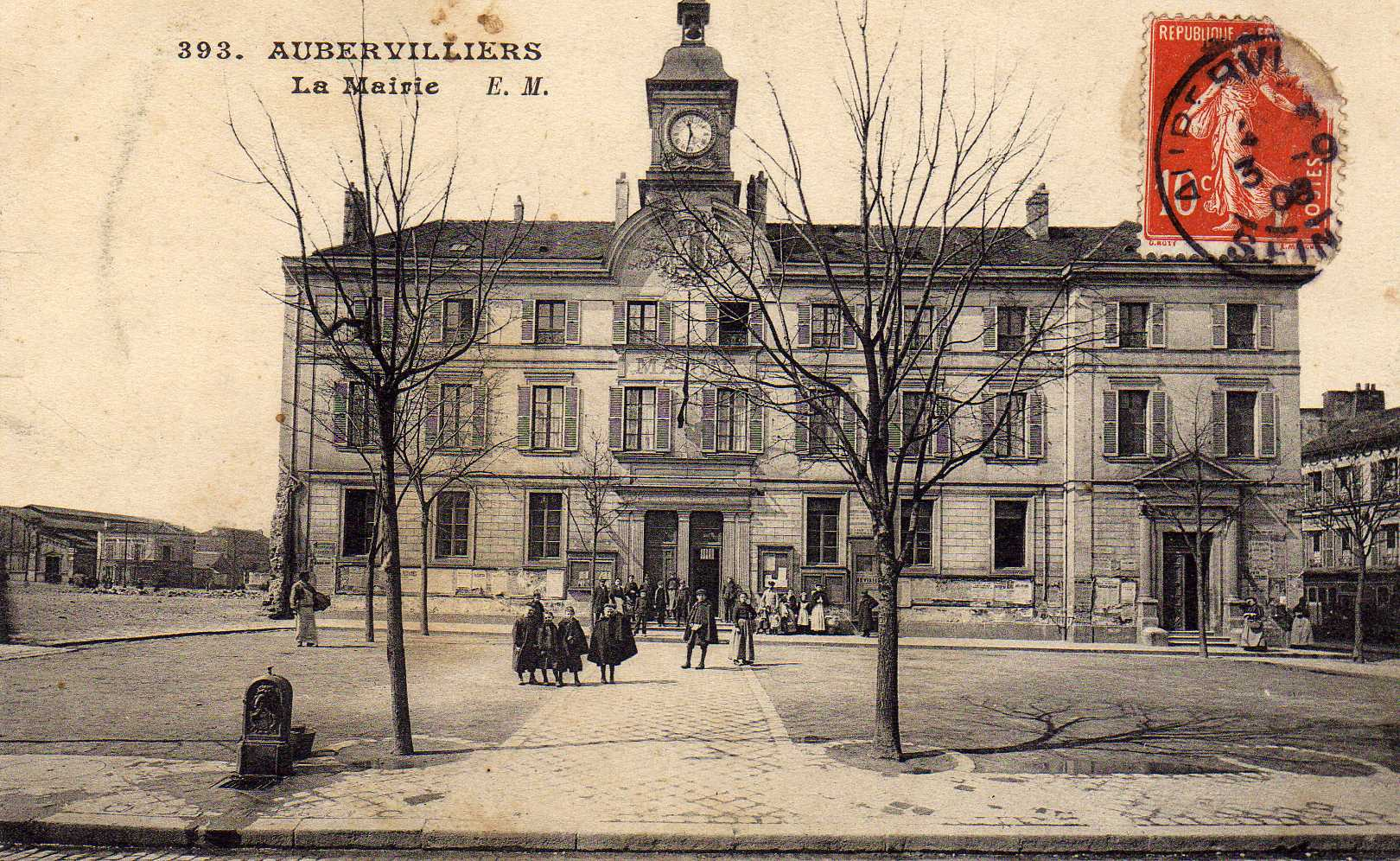
La mairie en 1908 lors du percement du prolongement de l'avenue de la République.
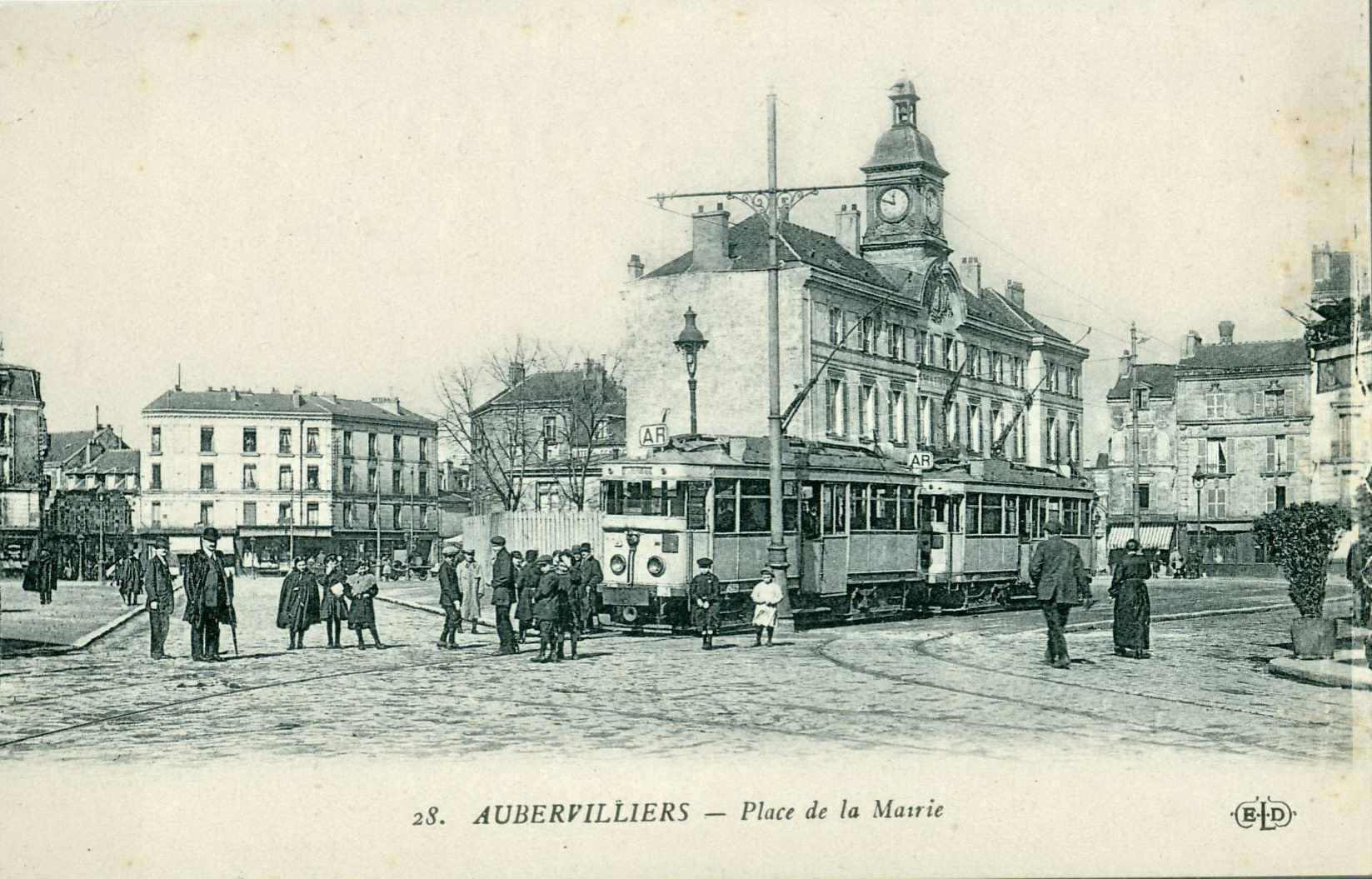
La mairie avant la construction de la nouvelle aile sur l'avenue de la République.

## Description
À l'origine, l'aile historique construite au XIXe siècle comprenait quatre niveaux (R+3) et huit travées régulières avec une aile de deux travées construite légèrement en avancée, côté rue du Moutier. Les deux travées centrales de l'aile principale étaient traitées de manière monumentale:
- au rez-de-chaussée, l'entrée était encadrée par de doubles colonnes ;
- en R+3, le fronton était décoré du blason de la ville;
- au niveau supérieur, l'ensemble était surmonté d'un campanile abritant une horloge, couronné d'une lanterne accueillant la cloche.

L'entrée sur l'aile du côté de la rue du Moutier était également encadrée par des colonnes. 
Les travaux de réhabilitation des années 1980 ont rendu cette façade peu lisible. Les éléments de décor, notamment ceux du fronton, ont été supprimés. Les ouvertures de la travée côté avenue de la République ont été bouchées, cassant ainsi la symétrie de l'aile principale. Les colonnes au niveau des entrées ont également été supprimées et les ouvertures du rez-de-chaussée ont été remplacées par de grandes baies ne respectant pas le rythme de la façade. Les baies du niveau R+3 ont été remplacées par un bandeau en couronnement.  
La façade principale sur l'avenue de la République de l'aile datant du XXe siècle est directement inspirée de l'architecture classique. Elle est composée d'un rez-de-chaussée et d'un étage surhaussé, couvert d'une toiture mansardée en ardoise percée de lucarnes dont les encadrements sont ornés de volutes. Le bâtiment, à pans coupés à chacune de ses extrémités, comporte onze travées. Les trois travées centrales, en légère avancée, marquent l'ancienne entrée, désormais inutilisée. Cette entrée est surmontée d'un balcon. Au niveau supérieur, le grand fronton est doté d'une horloge. 

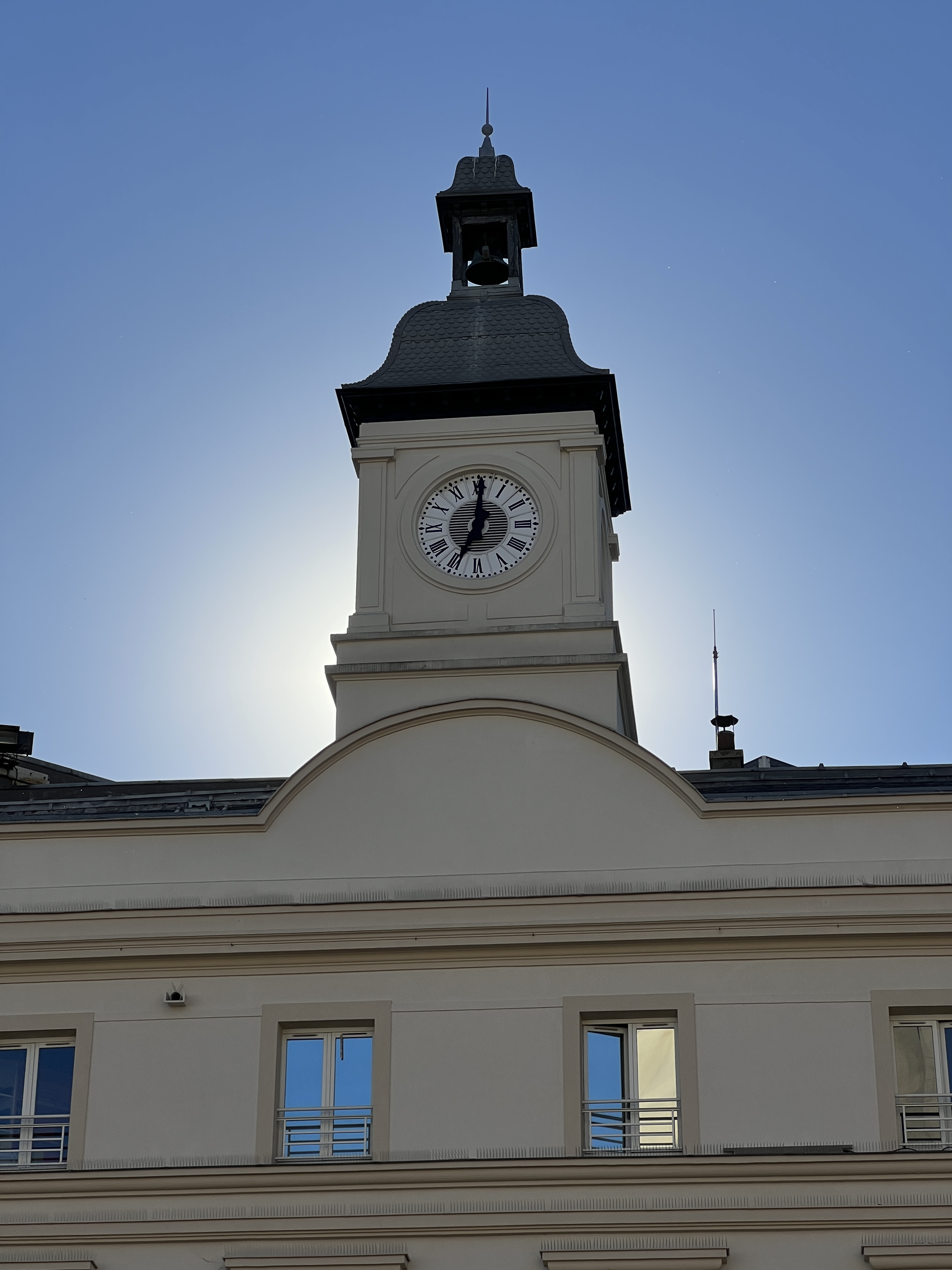
Le clocheton sur l'aile principale.
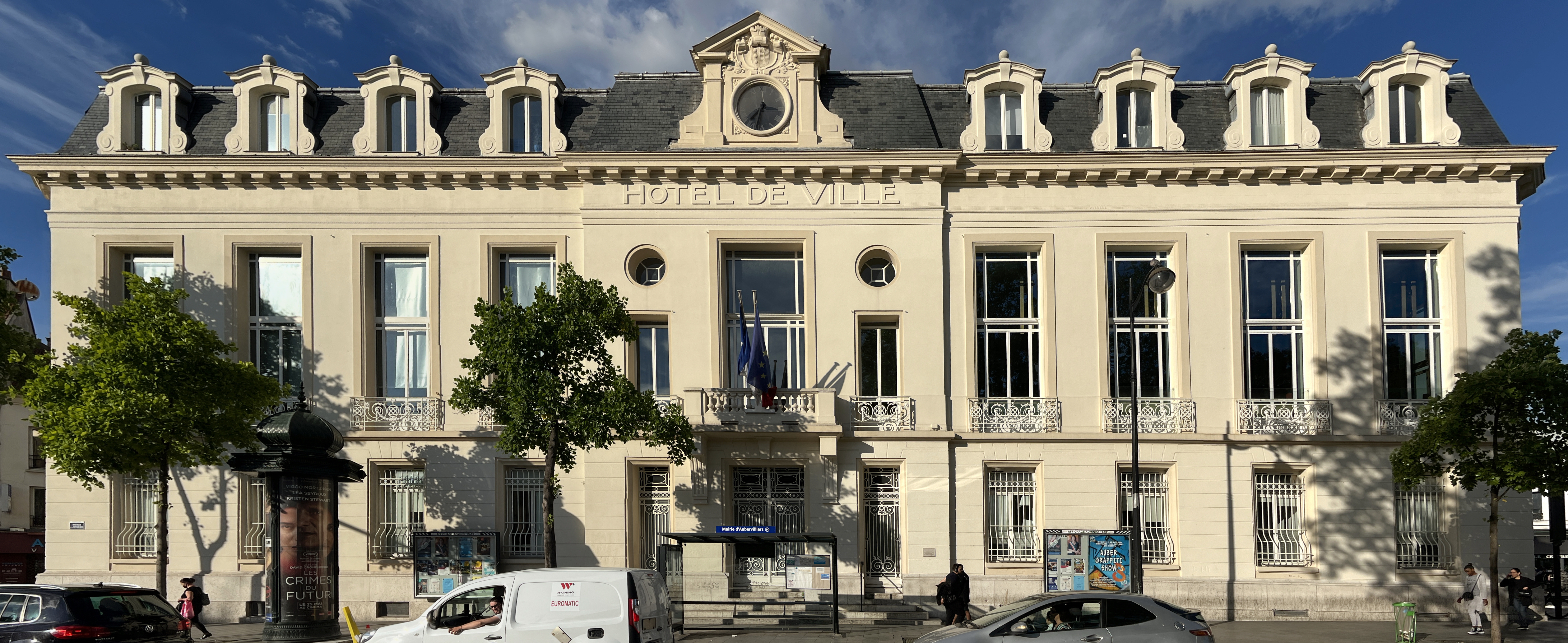
Façade sur l'avenue de la République.
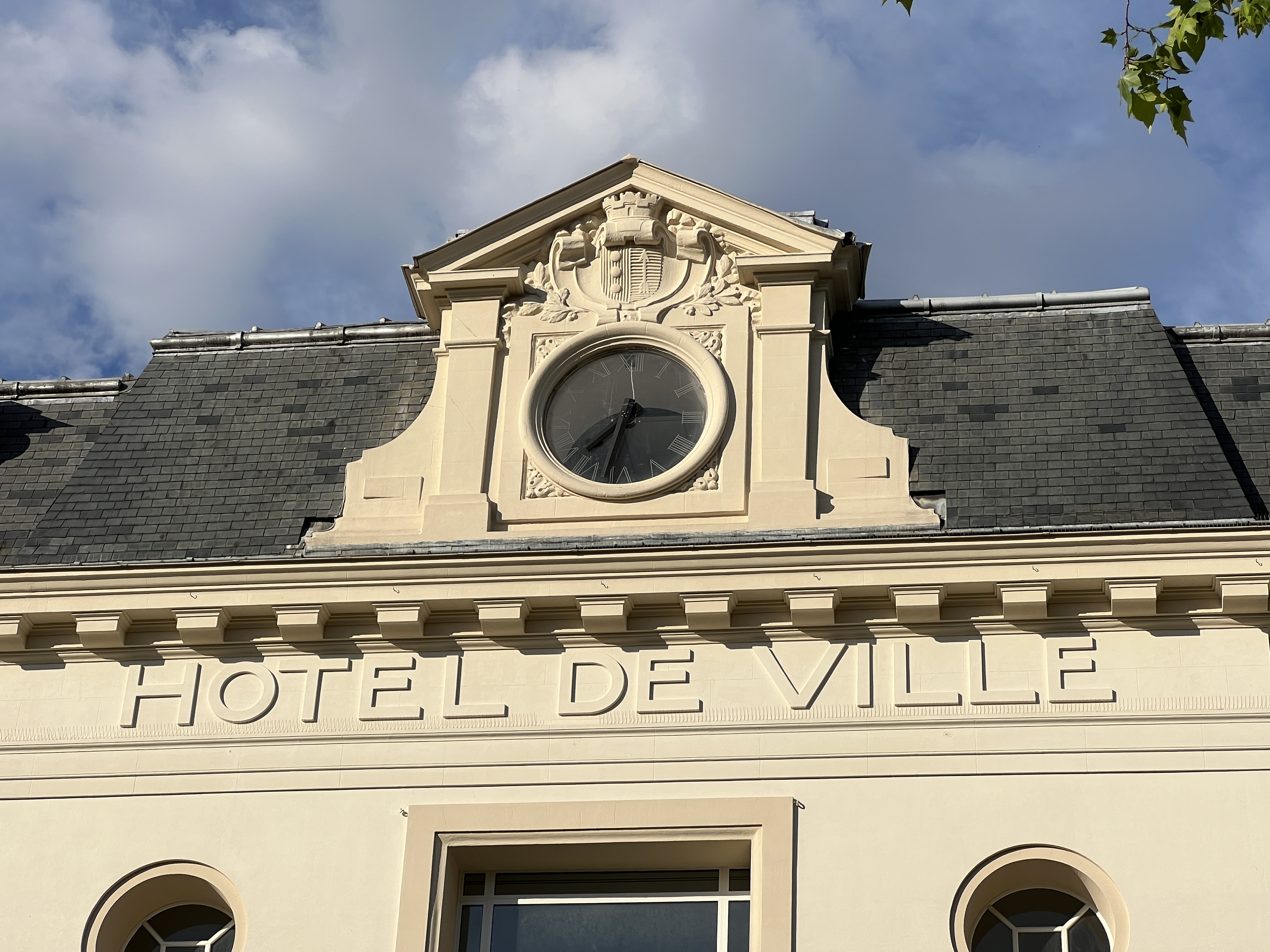
Le fronton sur l'avenue de la République.